# She Will Be Loved
«She Will Be Loved» (с англ. — «Она будет любима») — третий сингл с первого студийного альбома «Songs about Jane» американской поп-рок-группы Maroon 5, выпущенный 8 июня 2004 года. Песня была написана фронтменом группы, Адамом Левином и ведущим гитаристом Джеймсом Валентайном.
Сингл занял пятое место в чарте Billboard Hot 100 США, четвёртого места в Великобритании и первого места в Австралии, занимая эту позицию в течение пяти недель подряд.
Сингл известен своим видеоклипом, действия которого разворачиваются вокруг любовного треугольника с Келли Престон в роли матери девушки, девушки Адама Левина и самого вокалиста.
Песня оказалась столь же успешной, как и предыдущие хиты группы, This Love и Harder to Breathe, заняв первое место в чартах Mainstream Top 40 и Adult Top 40, но это побудило многие альтернативные радиостанции удалить Maroon 5 из своих плейлистов на том основании, что новые песни группы были слишком легкими для рок-аудитории. Эти станции продолжали играть Harder to Breathe и This Love, но новые хиты Maroon 5 играли только поп-станции. По состоянию на июнь 2014 года песня была продана тиражом более 3 миллионов экземпляров в США.

## Музыкальное видео
Премьера клипа на песню She Will Be Loved состоялась на канале MTV TRL 16 июля 2004 года. Режиссёр клипа — Софи Мюллер. Он рассказывает печальную историю любви, в которой участвуют светская львица (Келли Престон) и её богатый и жестокий муж (Джон Колтон), чьи отношения сопоставляются с отношениями их дочери (Коринн Керри) с молодым человеком (Адамом Левином). Молодой человек, однако, постоянно одержим матерью своей девушки, понимая, что, хотя она постоянно отвергается своим мужем, она, тем не менее, красива и привлекательна, и, возможно, даже больше, чем его собственная девушка.
Видео часто сравнивают с фильмом 1967 года «Выпускник», так как у них есть сходство в сюжетной линии между дочерью, бойфрендом и матерью. Видео было загружено на YouTube 16 июня 2009 года.По состоянию на август 2020 года видео набрало более 560 миллионов просмотров.

## Номинации
В 2005 году песня была номинирована на 47-ю ежегодную премию Грэмми в номинации «Лучшее поп-исполнение дуэтом или группой».

## Массмедиа
Песня звучала в таких телесериалах, как Холм одного дерева, Тайны Смолвиля, Медиум, 4400, Лагуна Бич, За что тебя люблю, Клан Сопрано и в фильме 2010 года Последняя песня. Она появилась в видеоиграх Band Hero, Rocksmith и Lips: Party Classics.

## Трек-лист
| Promotional single 1. "She Will Be Loved (Radio edit)" – 3:59 Australian CD single 1. "She Will Be Loved (Radio edit)" – 3:59 2. "This Love (Kanye West remix)" – 3:42 3. "Closer (Live acoustic version)" – 4:30 Europe CD single 1. "She Will Be Loved (Radio edit)" – 3:59 2. "She Will Be Loved (Album version)" – 4:17 UK CD single 1. "She Will Be Loved (Radio edit)" – 3:59 2. "She Will Be Loved (Live acoustic version)" – 4:39 | German Maxi-single / UK CD single #2 1. "She Will Be Loved (Album version)" – 4:36* [*although single back cover and inlay CD states Album version length at 4:36, they made a misprint: it is the standard 4:18 that can be found on every other CD single containing Album version track]. 2. "This Love (Live acoustic version)" – 4:36 3. "This Love (Kanye West remix)" – 3:42 4. "She Will Be Loved (Video)" – 4:26 US 12" vinyl 1. "She Will Be Loved (Radio edit)" – 3:59 2. "Sunday Morning (Album version)" – 4:06 |  |

## Чарты
| Чарт (2004–2015)                                | Позиция |
| ----------------------------------------------- | ------- |
| Австралия (ARIA)                                | 1       |
| Австрия (Ö3 Austria Top 40)                     | 27      |
| Бельгия/Фландрия (Ultratop 50)                  | 27      |
| Бельгия/Валлония (Ultratip Bubbling Under)      | 1       |
| СНГ (TopHit Airplay)                            | 9       |
| Франция (SNEP)                                  | 23      |
| Германия (GfK)                                  | 25      |
| Greece (IFPI)                                   | 11      |
| Венгрия (Rádiós Top 40)                         | 9       |
| Ирландия (IRMA)                                 | 3       |
| Италия (FIMI)                                   | 3       |
| Mexican Airplay Chart (Billboard International) | 1       |
| Нидерланды (Dutch Top 40)                       | 6       |
| Нидерланды (Single Top 100)                     | 25      |
| Новая Зеландия (Recorded Music NZ)              | 18      |
| Poland (Nielsen Music Control)                  | 2       |
| Шотландия (OCC Scotland)                        | 2       |
| South Korea International Chart (Gaon)          | 46      |
| Швейцария (Schweizer Hitparade)                 | 18      |
| Великобритания (OCC UK Singles)                 | 4       |
| Великобритания (OCC UK Singles Downloads)       | 2       |
| США (Billboard Hot 100)                         | 5       |
| США (Billboard Adult Contemporary)              | 4       |
| США (Billboard Adult Pop Airplay)               | 1       |
| США (Billboard Pop Airplay)                     | 1       |
| US Rock Digital Songs (Billboard)               | 14      |
| Venezuela Pop/Rock Songs (Record Report)        | 1       |

| Чарт (2004)                            | Позиция  |
| -------------------------------------- | -------- |
| Australia (ARIA)                       | 13       |
| CIS (Tophit)                           | 32       |
| Netherlands (Dutch Top 40)             | 40       |
| UK Singles (Official Charts Company)   | 55       |
| US Billboard Hot 100                   | 35       |
| US Adult Top 40 (Billboard)            | 17       |
| US Mainstream Top 40 (Billboard)       | 13       |
| Chart (2005)                           | Position |
| Hungary (Rádiós Top 40)                | 94       |
| Romania (Romanian Top 100)             | 32       |
| US Billboard Hot 100                   | 61       |
| Chart (2015)                           | Position |
| South Korea International Chart (Gaon) | 99       |
| Chart (2019)                           | Position |
| Portugal (AFP)                         | 307      |

| Чарт (2000–09)              | Позиция |
| --------------------------- | ------- |
| US Adult Top 40 (Billboard) | 20      |

| Чарт                        | Позиция |
| --------------------------- | ------- |
| US Adult Top 40 (Billboard) | 34      |

## Сертификации
| Регион | Сертификация  | Продажи   |
| --- | ------------- | --------- |
| Австралия (ARIA) | Платиновый    | 70 000^   |
| Канада (Music Canada) | Платиновый    | 20 000*   |
| Дания (IFPI Danmark) | Платиновый    | 90 000    |
| Италия (FIMI) | Платиновый    | 50 000    |
| Великобритания (BPI) | 2× Платиновый | 1,200,000 |
| США (RIAA) | 4× Платиновый | 3,197,000 |
| Streaming |               |           |
| Дания (IFPI Danmark) | Золотой       | 900,000^  |
| ^ Данные о тиражах приведены только на основе сертификации. · Данные о продажах + прослушиваниях приведены только на основе сертификации. |               |           |